# جاماسب (مقاطعة دالاهو)
جاماسب (بالفارسية: جاماسب) هي قرية تقع في كرمانشاه في إيران. يقدر عدد سكانها بـ 12 نسمة بحسب إحصاء 2016.